# Diego Calvo
Diego Geraldo Calvo Fonseca (San José, 25 maart 1991) is een Costa Ricaans voomalig voetballer die doorgaans speelde als middenvelder. Tussen 2010 en 2021 was hij actief voor Alajuelense, Vålerenga, IFK Göteborg, opnieuw Alajuelense, Deportivo Saprissa, Pérez Zeledón, Cartaginés, opnieuw Pérez Zeledón, Real Monarchs, Jicaral, Puntarenas, Intercity en Jove Español. Calvo maakte in 2013 zijn debuut in het Costa Ricaans voetbalelftal en kwam uiteindelijk tot tien interlandoptredens.

## Clubcarrière
Al in zijn jeugdopleiding speelde Calvo voor Alajuelense, een van de topclubs in Costa Rica. Voor die club maakte de middenvelder dan ook zijn debuut als professioneel voetballer. Op 25 juli 2010 speelde hij zijn eerste wedstrijd, toen er met 2–0 gewonnen werd van Cartaginés. Calvo mocht direct als basisspeler debuteren. Op 18 maart 2013 verkaste de Costa Ricaanse middenvelder van club. Op die dag ondertekende hij namelijk een verbintenis voor tweeënhalf jaar bij het Noorse Vålerenga. Dat verhuurde hem in 2014 aan IFK Göteborg. Voor Göteborg speelde Calvo twee competitiewedstrijden en in februari 2015 keerde hij terug naar zijn vaderland, waar hij opnieuw voor Alajuelense ging spelen.
Minder dan een jaar later verkaste de middenvelder naar Deportivo Saprissa. In de zomer van 2016 werd hij voor de duur van een half jaar op huurbasis bij Pérez Zeledón gestald. Hierna nam Cartaginés hem over. Nog geen twee weken later verliet Calvo zijn nieuwe werkgever weer, toen hij definitief aangetrokken werd door Pérez Zeledón. Een halfjaar later ging de Costa Ricaan weer naar het buitenland; hij tekende tot eind 2017 bij Real Monarchs.
Na een halfjaar en zes competitieduels keerde Calvo terug naar Costa Rica, waar hij voor Jicaral ging spelen. Een halfjaar later verkaste de middenvelder naar Puntarenas. Calvo tekende in maart 2019 een contract bij het Spaanse Intercity. Medio 2021 tekende hij voor Jove Español. Binnen een maand vertrok Calvo hier weer, waarop hij besloot op dertigjarige leeftijd een punt te zetten achter zijn actieve loopbaan.

## Interlandcarrière
Calvo mocht in 2013 voor het eerst opdraven als speler van het Costa Ricaans voetbalelftal. Op 22 maart van dat jaar maakte hij namelijk zijn debuut, toen er met 1–0 verloren werd op bezoek bij de Verenigde Staten. Op Dick's Sporting Goods Park mocht Calvo in de tweede helft invallen voor Bryan Oviedo. Zijn eerste doelpunt voor de nationale ploeg maakte hij op 27 maart, toen er met 2–0 gewonnen werd van Jamaica. Calvo was als invaller goed voor de tweede treffer, op aangeven van Bryan Ruiz. In mei 2014 werd hij door bondscoach Jorge Luis Pinto opgenomen in de selectie voor het wereldkampioenschap voetbal in Brazilië.
| Interlands van Diego Calvo voor Costa Rica | Interlands van Diego Calvo voor Costa Rica | Interlands van Diego Calvo voor Costa Rica | Interlands van Diego Calvo voor Costa Rica | Interlands van Diego Calvo voor Costa Rica | Interlands van Diego Calvo voor Costa Rica | Interlands van Diego Calvo voor Costa Rica |
| №                                          | Datum                                      | Wedstrijd                                  | Uitslag                                    | Competitie                                 | Goals                                      |                                            |
| Als speler bij Vålerenga IF                | Als speler bij Vålerenga IF                | Als speler bij Vålerenga IF                | Als speler bij Vålerenga IF                | Als speler bij Vålerenga IF                | Als speler bij Vålerenga IF                | Als speler bij Vålerenga IF                |
| ------------------------------------------ | ------------------------------------------ | ------------------------------------------ | ------------------------------------------ | ------------------------------------------ | ------------------------------------------ | ------------------------------------------ |
| 1                                          | 23 maart 2013                              | Verenigde Staten – Costa Rica              | 1 – 0                                      | WK 2014 kwalificatie                       |                                            |                                            |
| 2                                          | 27 maart 2013                              | Costa Rica – Jamaica                       | 2 – 0                                      | WK 2014 kwalificatie                       | 82'                                        |                                            |
| 3                                          | 8 juni 2013                                | Costa Rica – Honduras                      | 1 – 0                                      | WK 2014 kwalificatie                       |                                            |                                            |
| 4                                          | 19 juni 2013                               | Costa Rica – Panama                        | 2 – 0                                      | WK 2014 kwalificatie                       |                                            |                                            |
| 5                                          | 14 augustus 2013                           | Dominicaanse Republiek – Costa Rica        | 0 – 4                                      | Vriendschappelijk                          |                                            |                                            |
| 6                                          | 11 september 2013                          | Jamaica – Costa Rica                       | 1 – 1                                      | WK 2014 kwalificatie                       |                                            |                                            |
| 7                                          | 11 oktober 2013                            | Honduras – Costa Rica                      | 1 – 0                                      | WK 2014 kwalificatie                       |                                            |                                            |
| 8                                          | 19 november 2013                           | Australië – Costa Rica                     | 1 – 0                                      | Vriendschappelijk                          |                                            |                                            |
| 9                                          | 5 maart 2014                               | Costa Rica – Paraguay                      | 2 – 1                                      | Vriendschappelijk                          |                                            |                                            |
| 10                                         | 7 juni 2014                                | Costa Rica – Ierland                       | 1 – 1                                      | Vriendschappelijk                          |                                            |                                            |